# Edmund Haynes
Edmund Sidney Pollock Haynes (26 september 1877 - 5 januari 1949) was een Britse advocaat en schrijver. 
The Servile State van Hilaire Belloc werd aan hem opgedragen.